# NGC 5862
NGC 5862 ist eine 14,9 mag helle kompakte Galaxie vom Hubble-Typ C im Sternbild Drache am Nordsternhimmel. Sie ist schätzungsweise 399 Millionen Lichtjahre von der Milchstraße entfernt und hat einen Durchmesser von etwa 60.000 Lj.
Im selben Himmelsareal befinden sich u. a. die Galaxien NGC 5826, NGC 5866, NGC 5867, NGC 5870.
Das Objekt wurde am 11. Juni 1885 vom US-amerikanischen Astronomen Lewis Swift entdeckt.